# Болезни вина
Болезни вина — нежелательные изменения свойств вина, вызываемые деятельностью микроорганизмов.
Делятся на 3 основные категории:
- вызванные действиями бактерий;
- вызванные химическими процессами;
- вызванные случайными причинами от незнания и непонимания основных положений виноделия и погребного хозяйства.

Профессор Бабо не совсем правильно относит к третьему типу болезней вина такие болезни, как бледнение, бурение и альдегидный вкус, которые должны быть отнесены ко второму типу; болезни второй и третьей категории он называет пороками ( (нем.) Fehler). К болезням первой категории принадлежат: уксусное скисание, цветение, горечь, ожирение, молочное и виннокислое брожения. Аэробные бактерии, вызывающие эти болезненные явления в вине, прекрасно изучены Пастером, который и дал общее средство убивать жизнь этих бактерий путём нагревания вина — (пастеризация).
К болезням второй категории относятся: бледнение, альдегидный вкус и бурение; к болезням третьей категории — почернение, затхлый вкус, гнилостный вкус, вкус дерева, вкус бочки, вкус гнилых яиц, землистый вкус, вкус мезги и гребней, дымный вкус, мышиный вкус, вкус от сильного действия воздуха, выдохлость. Изменения во вкусе вина вследствие неумелого и небрежного обращения с виноградным суслом и вином называются «пороки вина».

## Цветение
Цветение своим происхождением обязано особому микроскопическому грибку — Mycoderma vini, мицелий которого в виде белой плесени, все более и более утолщающейся кожистой плёнки, затягивает поверхность вина и, действуя разлагающим образом на составные части, обусловливает порчу вина. Вино приобретает неприятный, противный вкус и запах. Mycoderma aceti, сопровождающий обыкновенно Mycoderma vini, служит причиной уксусного скисания и окончательной негодности вина. Для удаления образовавшейся уже плесени надо осторожно спустить вино, профильтровать и перелить в другую, окуренную серой бочку или же прилить столько вина, чтобы плесень всплыла наверх, во втулочное отверстие, когда её бережно снимают. На практике операция эта производится следующим образом: берут воронку, снабжённую длинной трубкой, нижний конец которой загнут кверху или запаян и имеет отверстие сбоку; трубку вводят поглубже в бочку и, слегка по ней поколачивая, льют вино через воронку до тех пор, пока плесень поднимется и её можно будет снять. При описанной работе должна соблюдаться большая осторожность, дабы не взмутить и не испортить всё вино. Предохранить вино от превращения его в уксус возможно только тогда, когда скисание только что началось. Наиболее верное средство — нагревание вина до 60-75 °C (пастеризация).

## Виннокислое брожение
Виннокислое брожение вина (Umschlagen, Brechen, vin tourné) обусловливает появление в вине тонких длинных нитей, изменение цвета и вкуса, который становится противным. Средство: клерование и переливка в начале заболевания и нагревание 

## Ожирение
Ожирение вина — болезнь, свойственная белым винам и характеризуемая безвкусием; при переливании заболевшего этим способом вина оно течёт, как масло. Ожирение обусловливается, главным образом, недостатком дубильных веществ в вине. Для устранения этой болезни следует прибавить 500 г (около 1 ¼ фун.) в каждые 8 вед. вина кварцевого песка, взболтать, перелить и примешать 2 — 2 ½ зол. химически чистого танина.

## Прогорклость
Прогорклость свойственна красным винам, которые теряют цвет и становятся горькими. Средство — немедленное окуривание, проклейка (оклейка) и переливка.

## Болезни винограда
Филлоксерная чума — поражение корня винограда.